# Delia Parodi
Delia Parodi, född 1913, död 1991, var ledamot i Argentinas parlament 1949-1955, ordförande för Partido Peronista Femenino 1949-1952, och parlamentets första vicepresident 1953-1955. Hon blev år 1949 tillsammans med 22 andra kvinnor Argentinas första kvinnliga parlamentsledamot, och var som vicepresident den första kvinnan vald till ett högre ämbete i Argentina.